# Miklavž Ocepek
Miklavž Ocepek, slovenski filozof in etik, * 8. december 1963, Mengeš, † 3. marec 2005, Ljubljana.

## Življenje in delo
Rodil se je v revni delavski družini, ki se je morala zaradi nasprotovanja očetovemu verskemu prepričanju in posledični izgubi službe, iz Zasavja preseliti v Mengeš. Njegovo otroštvo je zaznamovala zgodnja otroška bolezen, ki je hitro napredovala od njegovega četrtega leta dalje. S šestimi leti je bil poslan na zdravljenje v bolnico za predšolsko invalidno mladino v Rožno Dolino pri Novi Gorici. Tam je preživel dve leti, daleč od svoje družine. Bolezen ga je zaznamovala za vse življenje in zaradi nje je stalno imel težave s hojo. Vendar je bil v osnovni šoli navkljub bolezni odličen učenec.
Po osnovnem šolanju je vstopil v semenišče v Vipavi, z namenom da postane duhovnik. Po maturi in pred vstopom v bogoslovje je bil poslan na služenje vojaške službe. To je bila njegova druga hujša življenjska preizkušnja. Navkljub invalidnosti, zaradi katere bi moral biti vojaščine zdravstveno oproščen, je bil napoten kot pehotni vojak na otok Vis. To ga je telesno in psihično povsem uničilo.
Po povratku se je vpisal na Teološko fakulteto, kjer je preživel dve leti. Predvsem zaradi nelagodja in občutka »kasarniškega« življenja se je v tretjem letniku odločil za opravljanje diferencialnih izpitov in prestop na Filozofsko fakulteto, kjer je od jeseni 1987 nadaljeval študij filozofije in ga tudi uspešno zaključil.
Leta 1994 se je pridružil krogu društva Apokalipsa, kjer je bil poleg tega, da je pisal in prevajal za revijo Apokalipsa, tudi član uredniškega odbora in urednik Filozofske zbirke Aut vse do leta 2004. Po tem obdobju se je od omenjenega kroga distanciral in živel osamljeno življenje.  
Njegova miselna pot je našla svoje somišljenike tudi v ustvarjalcih revije KUD Logos.
Zadnja leta svojega življenja je preživel v Ljubljani.
Od leta 2010 se vsako leto odvija Mednarodni filozofski simpozij Miklavža Ocepka v organizaciji KUD Apokalipsa.

## Zbrana dela
- Zapuščeni svet : zbrani spisi (2007) (COBISS)
- Totalitarizem in čas : izbrani eseji (2015) (COBISS)